# Triangolo Lariano
Il Triangolo Lariano (o Penisola Lariana) è la parte di terra compresa fra i due rami del lago di Como, detto anche "Lario", da cui il nome del triangolo.
Costituisce quindi una penisola. Occupato da rilievi montuosi prealpini, che culminano col Monte San Primo (1.686 metri), è tagliato in senso verticale dal solco della Valassina (o Vallassina), entro cui scorre il primo tratto del fiume Lambro. La Comunità montana del Triangolo Lariano è l'ente territoriale corrispondente, con esclusione dei comuni appartenenti alla provincia di Lecco.
È cinto a sud da sei laghi di piccole dimensioni: Montorfano, Alserio, Pusiano, Annone, Segrino e Garlate.

## Caratteristiche
I suoi vertici ideali sono Como, Bellagio e Lecco. Per quanto riguarda i suoi lati, i primi due sono facilmente delimitati dalla sponda del Lario; mentre il lato meridionale è più difficile da chiarire, tuttavia si può fare riferimento alla strada che da Como porta a Lecco, costituita nel primo tratto dalla Statale Briantea e poi dal bivio di Tavernerio dalla Statale dei laghi di Pusiano e di Garlate.
Oltre i centri urbani sopracitati, fra i comuni più importanti vi sono Erba, Ponte Lambro, Canzo e Asso (con i vicini comuni di Sormano, Caglio e Rezzago). Dopo Asso si arriva a Lasnigo, proseguendo poi fino a Magreglio e Civenna. Distinti sono i comuni lacuali e perilacuali: Blevio, Torno, Faggeto Lario, Pognana Lario, Nesso, Lezzeno, Bellagio, Zelbio, Veleso e Valbrona in provincia di Como; Oliveto Lario, Valmadrera, Civate e Malgrate in provincia di Lecco. Nel suo territorio è compresa la Comunità montana del Triangolo Lariano che ne costituisce la gran parte della superficie, in pratica quella appartenente alla provincia di Como.

## Orografia
La SOIUSA vede la Catena del Triangolo Lariano come un supergruppo alpino e vi attribuisce la seguente classificazione:
- Grande parte = Alpi Occidentali
- Grande settore = Alpi Nord-occidentali
- Sezione = Prealpi Luganesi
- Sottosezione = Prealpi Comasche
- Supergruppo = Triangolo Lariano
- Codice = I/B-11.I-C

La suddivide inoltre in tre gruppi e quattro sottogruppi:
- Gruppo del Palanzone (7)
- Gruppo del San Primo (8)
  - Massiccio del San Primo (8.a)
  - Sottogruppo dell'Oriolo (8.b)
- Gruppo dei Corni di Canzo (9)
  - Sottogruppo dei Corni di Canzo (9.a)
  - Sottogruppo Barro-Crocione (9.b)

Tuttavia il sottogruppo Barro-Crocione è chiariamente a sud del lato Como-Lecco del Triangolo Lariano per cui pur essendone rinconducibile nominalmente, non ne fa parte.

### Monti

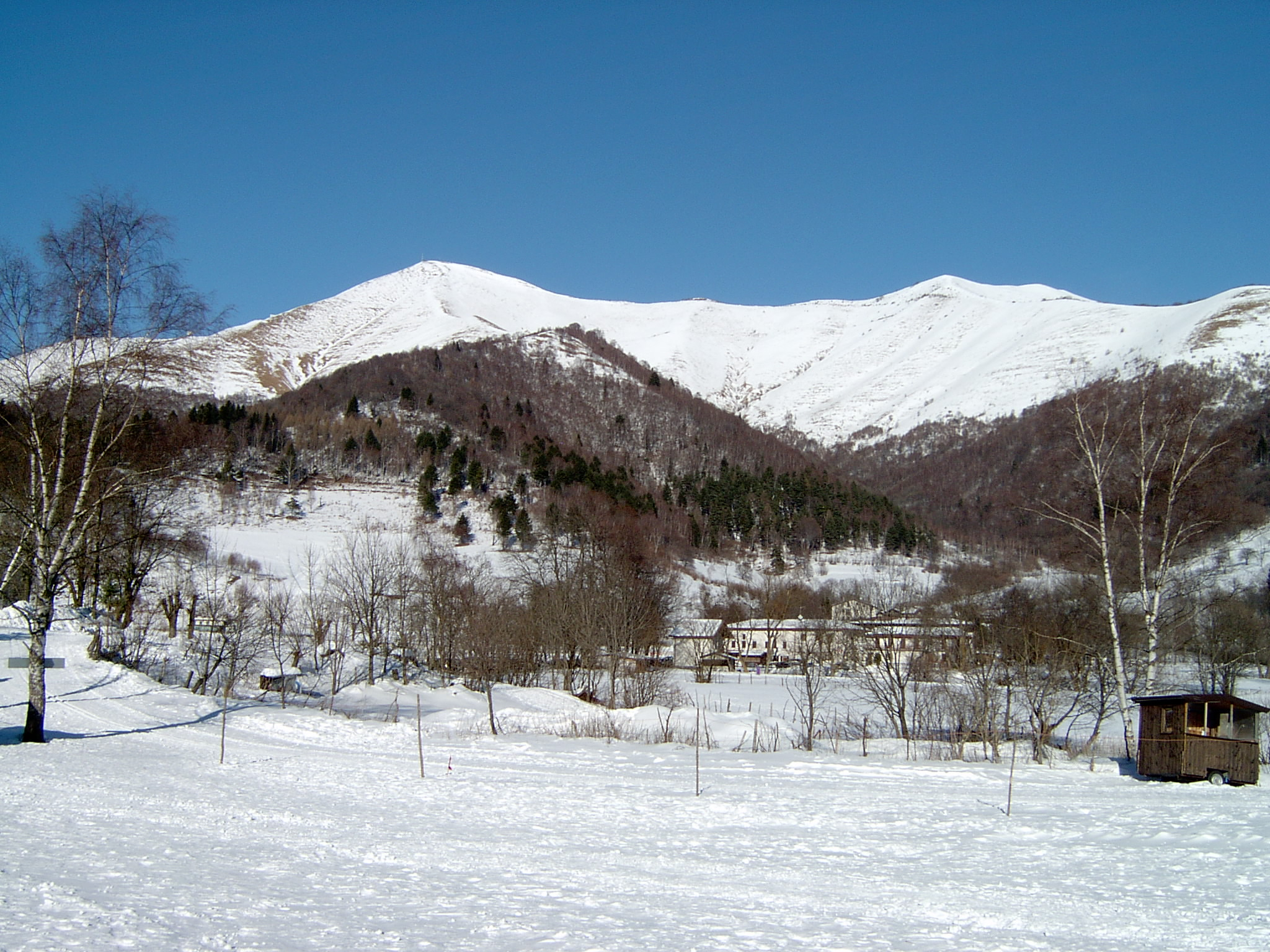
Il Monte San Primo

I monti principali del Triangolo Lariano sono:
- Monte San Primo - 1.682 m
- Monte Palanzone - 1.436 m
- Monte Preaola - 1.415 m
- Monte Bul - 1.406 m
- Monte di Palanzo - 1.391 m
- Corno Occidentale di Canzo - 1.373 m
- Corno Centrale di Canzo - 1.368 m
- Monte di Faello - 1.335 m
- Monte Bolettone - 1.317 m
- Monte Moregallo - 1.276 m
- Pizzo dell'Asino - 1.272 m
- Monte Rai - 1.261 m
- Monte Cornizzolo - 1.241 m
- Monte Boletto - 1.236 m
- Corno Orientale di Canzo - 1.232 m
- Pizzo Tre Termini - 1.140 m
- Corno Birone 1.116 m
- Monte Broncino - 1.077 m
- Monte Oriolo - 1.076 m
- Barzaghino - 1.068 m

Per le stesse ragioni riportate nel capitolo precedente il Monte Barro e il Monte Crocione risultano essere al di fuori del Triangolo Lariano.